# Onslow, Western Australia
Onslow är en ort i Australien. Den ligger i kommunen Ashburton och delstaten Western Australia, omkring 1 100 kilometer norr om delstatshuvudstaden Perth. Antalet invånare är 575.
Trakten runt Onslow är nära nog obefolkad, med mindre än två invånare per kvadratkilometer..
Klimatförhållandena i området är arida. Genomsnittlig årsnederbörd är 281 millimeter. Den regnigaste månaden är januari, med i genomsnitt 114 mm nederbörd, och den torraste är augusti, med 1 mm nederbörd.